# Grigori Voronov
Pour les articles homonymes, voir Voronov.
Grigori Voronov (en russe : Григорий Воронов), né en 1948 et mort en 2008, est un compositeur russe.

## Biographie
Né à Moscou, il a étudié le piano et la composition tardivement. Après avoir suivi 
des études à l'institut de radio-électronique, il entre en classe de piano au collège de Gnessin, parallèlement à son activité professionnelle. Diplômé de piano en 1975, il entre au conservatoire Tchaïkovski où il suit des études de composition.
Depuis 1982, Voronov travaille pour la société Kompozitor Publishing House, en tant qu'éditeur de musique. Ses compositions sont principalement jouées en Russie, à l'occasion de festivals musicaux tels l'Automne de Moscou. À quelques occasions, elles ont également été jouées en Europe de l'Ouest ainsi qu'en Corée.
Certaines interprétations ont été enregistrées par l'Orchestre symphonique de Moscou ainsi que par l'Ensemble de musique moderne de Moscou.

## Répertoire
- Capriccio pour flûte et piano
- Danses anciennes pour harpe solo
- D’une rive déserte, je regarde les montagnes pour flûte, clarinette, violon, violoncelle et piano
- Pierrot et Arlequin, pour saxophone et piano
- Postlude pour 18 interprètes
- Trois scènes d'adieu, pour orchestre